# کالانا گرین
کالانا گرین (انگلیسی: Kalana Greene؛ زادهٔ ۱۳ ژوئیهٔ ۱۹۸۷) بازیکن بسکتبال اهل ایالات متحده آمریکا است.